# Jørgen Friis (biskop)
Jørgen Friis, född omkring 1495, död 1547, var en dansk biskop. Han var farfar till Jørgen Friis.
Friis blev 1521 biskop i Viborg, och uppträdde som sådan mot reformationens införande och blev därför 1536 satt in fångenskap fram till 1538. Han levde sedan som världslig storman fram till sin död 1547.